# 小国氏
小国氏（おぐにし）は、日本の氏族の一つ。

## 家名の由来
摂津源氏の流れを汲む源頼行（源頼政の弟）を祖とする一族であり、頼行の孫である源頼連が鎌倉時代に越後国刈羽郡小国村（現在の新潟県長岡市小国町）の地頭となり小国氏を称した。以来、越後国の国人として承久の乱では頼連が北条朝時軍に参加するなどした。小国氏は、質の高い資料において断続的に見られており、戦国期に至っても信用できる系図を持った氏族である。

## 動向
南北朝時代には小国政光が、天神山城を拠点に越後での南朝方として活躍した。建武2年（1335年）には蒲原津城を築城し、翌建武3年（1336年）には、池氏、河内氏、風間氏、於木氏、千屋氏、高梨氏らと島崎城に篭もり足利尊氏方の色部高長・加地影綱らと戦うが落城した。
戦国時代になると小国頼久は上杉謙信に仕え、第一次川中島の戦いでの後詰、越中攻めでの遊軍、佐渡征伐や関東遠征へも参加など、戦功をあげた。謙信死後の御館の乱では一族間で上杉景勝派と上杉景虎派と分裂。戦後景勝は、腹心の直江兼続の弟、樋口与七を養子に入れて強引に小国氏を継がせ、大国（大國）と改姓。これが大国実頼となった。実頼は後に上杉家から追放されるが、その後継者として兼続は弟・樋口秀兼の息子である光頼を指名し、家督を継承させる。光頼の後の大国家は米沢藩の重臣として存続した。

## 一族
- 小国頼連
- 小国政光
- 小国頼久
- 小国重頼
- 大国実頼
- 大國昌彦 - 実業家
- 大國富丸 - 天文家